# Fernando Moreira de Sá

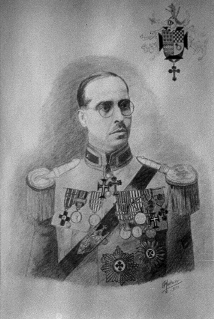
Fernando Moreira de Sá

Fernando Moreira de Sá (Bonfim, Porto em 19 de Junho de 1886 - Cedofeita, Porto em 3 de Outubro de 1964) foi um engenheiro militar e civil português.

## Biografia

### Carreira militar
Fernando Moreira de Sá formou-se com "Distinção" em Engenharia Militar e de Minas pela antiga Escola do Exército, foi Major do Estado-Maior da arma de Engenharia (por decreto assinado por Sidónio Pais).
Herói da 1ª Grande Guerra em Moçambique, no cerco do Nevala, era ele que comandava a secção de telegrafia sem fios, que funcionou até dar o último sinal, com o motor esburacado e as bobines queimadas. Aí o tenente Moreira de Sá obrou prodígios de habilidade e valor para consertar os motores quando, depois de várias tentativas em que se distinguiu um pelotão de infantaria 28, a estação foi removida, debaixo de fogo, para dentro do recinto dos entrincheiramentos. Quando se decidiu a retirada do Nevala, foi também ele o último a retirar e a dar as derradeiras machadadas para que a estação não fosse capturada pelos alemães, vindo a juntar-se à coluna na sua retaguarda.
Adido ao Ministério do Interior em comissão extraordinária de serviço público, foi também oficial da Direcção de Serviços de Fortificações e Obras Militares da 1ª Região Militar (Porto), comandante do Regimento de Sapadores Mineiros nº 2 do Porto, Vogal da Comissão Organizadora do Congresso Militar Colonial, que se realizou no Porto em 1934 (e foi quem, em nome dela, dirigiu as palavras de saudação que antecederam o discurso do General Norton de Matos).
Deixou publicados diversos artigos sobre a 1ª Grande Guerra e a acção das tropas portuguesas em África, em jornais como "O Comércio do Porto" e "O Primeiro de Janeiro" de 1917 a 1923. Fora, de resto, o então capitão Moreira de Sá um dos oficiais nomeados pelo Ministério da Guerra, em 1921, como possuindo as qualidades necessárias para elaborar uma monografia sobre os serviços prestados pelas unidades do exército português.

### Carreira civil
Foi o 1º director de Serviços de Engenharia da Câmara Municipal do Porto (onde lançou as primeiras bases para o estabelecimento do Plano de Urbanização da cidade), Governador Civil substituto do distrito do Porto, membro da Comissão distrital (Porto) da União Nacional, delegado no Porto da "Sociedade Portuguesa de Autores", delegado no Porto da "Streetite-Sociedade de Explosivos".
Como filho do insigne musicólogo Bernardo V. Moreira de Sá teve esmerada educação musical, tendo sido violinista amador de mérito, com actuações públicas, nomeadamente com a assistência do rei D. Luís.
Foi Presidente da Assembleia Geral do "Orpheon Portuense", a mais antiga sociedade de concertos da Península Ibérica (de que seu pai fora um dos fundadores e 1ª director artístico).

### O Escritório Técnico de Engenharia Fernando Moreira de Sá
Passando à reserva em 1939, dedicou-se à engenharia civil, devendo-se ao seu Escritório Técnico de Engenharia obras de grande vulto.
Especializado em trabalhos de cimento armado (seu irmão, o engº Bernardo Joaquim Moreira de Sá, é unanimemente considerado como um dos introdutores deste tipo de construção em Portugal), executou obras importantíssimas em todo o país, das quais se destacam: a grande ponte sobre o rio Coura, em Caminha, o depósito de águas para a cidade do Porto, a ponte da Pedra, no rio Leça, a ponte de Negrelos, sobre o rio Vizela, as pontes sobre o rio Vouga, em Oliveira de Frades e Albergaria, as de Falcão, Fanica e Divor, no Alentejo, as de Ovar e de Leiria, a de Valhelhas, sobre o rio Zêzere, as passarelas das estações da Pampilhosa e do Entroncamento, a Torre da Penha de França, em Lisboa, etc.
Em S. Pedro da Cova, deve-se ao engº Fernando Moreira de Sá a execução do colossal extractor de carvão, "obra ímpar nas concessões mineiras da Península, só tem similar nas regiões do Rhur e da Bélgica" ("Jornal de Notícias" de 1 de março de 1935, em longo artigo de homenagem ao seu executor).
Em Braga, a quem a cidade ficou a dever a execução do seu saneamento, foram ainda executadas as "casas fortes" dos Bancos de Portugal e Pinto & Sotto Mayor.
Na sua cidade natal, o Porto, devem-se ainda destacar as construções da Caixa Geral de Depósitos, na rua 31 de Janeiro, a Estação de Serviço Austin, na rua do Heroísmo, e o notável Palácio Atlântico, na praça D. João I. Do mesmo modo se lhe devem as instalações do Campo de Aviação Militar de Espinho (incluindo quartéis, hangares, etc.) e a Aerogare do Campo de Aviação de Pedras Rubras.
Muitas outras modalidades de construção foram efectivadas pelo Escritório Técnico do engº Fernando Moreira de Sá, como numerosos prédios de habitação e de rendimento, tanto no Porto, como em Braga, Coimbra, Viseu, etc., assim como as que exigiam estruturas especiais, como depósitos e reservatórios para todos os líquidos, chaminés de betão armado, fundações gerais, etc.

### Louvores e condecorações
Além de inúmeros louvores do governo português (que o nomeou, de resto, para diversas comissões de serviço, tanto militares como civis), foi condecorado com a Cruz de Guerra, Medalha Militar de Bons Serviços, com palma (actualmente denominada de Medalha Militar de Serviços Distintos"), Medalhas Militares de Ouro e Prata de Comportamento Exemplar, Medalhas Militares de Prata de Bons Serviços, Medalhas das Campanhas do Exército Português (1914-1918), Medalha da Vitória (inter-aliados), Cruz Vermelha do Mérito, Comendador da Ordem Militar de Cristo, Comendador e Oficial da Ordem Militar de Avis, Medalha de Honra do "Club Portuense", etc.